# Ana (canción)
«Ana» es una de las canciones más representativas de Los Saicos cantada por César Castrillón. Esta canción tiene casi tantos covers internacionalmente como lo es Demolición, Mon Laferte, Remis Espacial y Max Capote son solo algunos de los que utilizan esa canción como parte de su repertorio.
Fue publicado originalmente el año 1965.

## Historia
Esta canción escrita por Erwin Flores viene inspirada en una relación amorosa que tenía Pancho Guevara con una chica llamada Ana y que César Castrillón le llegó a quitar, por lo cual hubo una pequeña pelea lo cual hizo que casi la banda se separara, aunque se cree que por una pelea entre el baterista y el bajista fue la verdadera causa de que la banda se separe.

## Representación
Es una de las canciones más "amorosa" de Los Saicos, pero aun así conserva los gritos con cariño; trata de que una chica huye del amor a quien le es destinado.